# Gnatholea stigmatipennis
Gnatholea stigmatipennis là một loài bọ cánh cứng trong họ Cerambycidae.